# Valparaíso (província)
A Província de Valparaíso é uma província do Chile localizada na região de Valparaíso. Sua capital é a cidade de Valparaíso.
Antes da criação da província de Marga-Marga, a província de Valparaíso possuía uma área de 2.780,0 km² e uma população de 876.022 habitantes (2002).

Bandeira

## Comunas

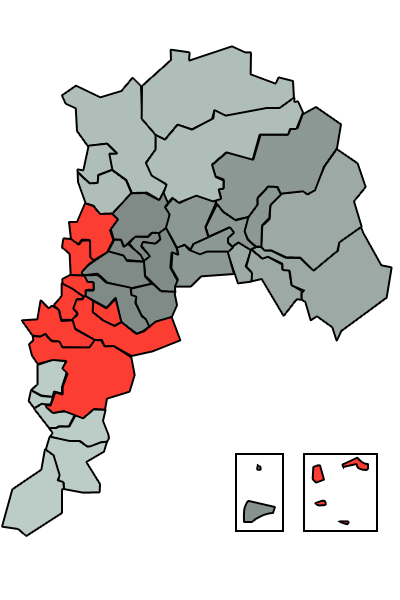
Província de Valparaíso até a criação da província de Marga-Marga em 2010

A província está dividida em 7 comunas:
- Valparaíso
- Viña del Mar
- Concón
- Quintero
- Puchuncaví
- Casablanca
- Juan Fernández

As comunas de Quilpué e Villa Alemana passaram a fazer parte da província de Marga-Marga a partir de 11 de março de 2010.